# Croix de chemin de Sauveterre-la-Lémance
La croix de chemin se trouve à Sauveterre-la-Lémance, en Aquitaine.

## Description
La croix est un exemple de la maîtrise des maîtres ferronniers du XVe siècle. Elle a été réalisée en fer forgé. Elle est constituée de quatre tiges de section circulaire torsadées. Divers décors en fer ont été ajoutés : des feuillages à l'extrémité des bras et au sommet, un Christ en croix, et un motif ajouré sphérique, sur le montant, représentant la Couronne d'épines de la Passion.
La croix repose sur un piédestal qui est postérieur.
Elle a une hauteur de 2,92 mètres et une envergure de 1,20 m.
La croix a été déplacée dans un jardin public à la sortie du bourg, vers Loubéjac, pour la mettre en valeur. À l'origine, elle se trouvait à quelques mètres, de l'autre côté de la route, sur le terre-plein, face au cimetière.
La croix fait l’objet d’un classement au titre des monuments historiques depuis le 20 septembre 1910.